# Бреретон, Уильям (придворный)
Уильям Бреретон (англ. William Brereton; 1487/90 — 17 мая 1536, Тауэр-Хилл, Лондон, Королевство Англия) — английский дворянин, придворный короля Генриха VIII, богатый землевладелец из Чешира и Уэльса. Был казнён за предполагаемую измену и прелюбодеяние с королевой Анной Болейн вместе с братом Анны Джорджем, Генри Норрисом, Фрэнсисом Уэстоном и Марком Смитоном.

## Биография
Уильям Бреретон принадлежал к рыцарскому роду из Чешира и был седьмым по счёту сыном сэра Рандла Бреретона и Элеаноры Даттон. Он родился между 1487 и 1490 годами. В юности вместе с тремя братьями Бреретон поступил на придворную службу; к 1521 году он был грумом королевской палаты, а с 1524 года — грумом Тайного совета. Своё положение Уильям укрепил, женившись в 1529 году на дочери Чарльза Сомерсета, 1-го графа Вустера, которая приходилась троюродной сестрой королю Генриху VIII. Последний в награду за службу пожаловал ему ряд поместий в Чешире и Уэльсе, так что доход Бреретона увеличился до огромной суммы — более 10 тысяч фунтов в год. Уильям приобрёл большое влияние в Валлийской марке, которым иногда злоупотреблял. Так, он добился без должных оснований смертного приговора для Джона ап Гриффита Эйтона, обвинённого им в убийстве одного из вассалов.
Весной 1536 года Бреретон внезапно оказался в числе фигурантов политического судебного процесса. К тому моменту Генриху VIII оказался в тягость брак с Анной Болейн: та не смогла родить сына, у монарха появилась новая фаворитка — Джейн Сеймур. Чтобы освободить короля для третьей женитьбы либо для того, чтобы расправиться со своими политическими противниками, одна из придворных фракций организовала дело о государственной измене. 30 апреля был арестован придворный музыкант Марк Смитон. Под пыткой он рассказал, что королева состоит в любовной связи с ним, а также с собственным братом Джорджем Болейном, виконтом Рочфордом, Фрэнсисом Уэстоном, Генри Норрисом и Уильямом Бреретоном. Существует гипотеза, что последнего в этот список включил Томас Кромвель, считавший его влияние в Валлийской марке дестабилизирующим фактором.
4 мая Бреретон был арестован и оказался в Тауэре, а 12 мая предстал перед судом в Вестминстерском дворце. Вместе с ним судили Смитона, Норриса и Уэстона (Джордж Болейн и Анна спустя три дня предстали перед судом пэров). Согласно обвинительному акту, 27 ноября 1533 года Уильям совершил прелюбодеяние с королевой. Коллегия присяжных состояла либо из представителей короля, заинтересованного в обвинительном приговоре, либо из людей, настроенных враждебно к Болейнам; обвиняемые не имели защитников, до заседания не были знакомы с подробностями дела и доказательствами прокуроров, так что должны были импровизировать. Все они заявили о своей невиновности (только Смитон признал себя виновным в одном пункте). Однако их признали виновными в государственной измене и приговорили к смерти — повешению, потрошению и четвертованию. Король в качестве особой милости заменил эту жестокую казнь на простое отсечение головы.
17 мая Бреретон, Норрис, Смитон, Уэстон и приговорённый судом пэров Болейн были обезглавлены на Тауэрском холме. Слова Уильяма, произнесённые на эшафоте («не судите о причинах моей смерти, но если будете судить — делайте это беспристрастно») можно трактовать как осторожное заявление о невиновности. Тела казнённых похоронили на церковном кладбище Тауэра.

## Семья
Уильям Бреретон был женат на Элизабет Сомерсет, дочери Чарльза Сомерсета, 1-го графа Вустера, и его супруги Элизабет Герберт, вдове сэра Джона Сэвиджа (по матери она приходилась внучатой племянницей королеве Элизабет Вудвилл). В этом браке родились двое сыновей, Генри и Томас. Элизабет пережила второго мужа на девять лет. В своём завещании она упоминает золотой браслет, последний подарок супруга; отсюда историки делают вывод, что Элизабет верила в невиновность Уильяма.

## В культуре
Уильям Бреретон стал персонажем исторических романов британской писательницы Хилари Мэнтел «Вулфхолл» и «Введите обвиняемых» и снятого по их мотивам мини-сериала. Здесь его играет Аластер Макензи. В телесериале «Тюдоры» Бреретона сыграл Джеймс Гилберт.